# Tournoi d'ouverture du championnat de Colombie de football 2007
Navigation
Tournoi précédent Tournoi suivant
Le tournoi d'ouverture de la saison 2007 du Championnat de Colombie de football est le premier tournoi de la soixantième édition du championnat de première division professionnelle en Colombie. 
Les dix-huit meilleures équipes du pays disputent le championnat semestriel qui se déroule en deux phases :
- lors de la phase régulière, les équipes s'affrontent une fois plus une rencontre face à une formation du même secteur géographique.
- les huit premiers du classement disputent la phase finale (deux poules de quatre équipes), dont les deux vainqueurs se rencontrent lors de la finale nationale pour le titre.

C'est le club de l'Atlético Nacional qui remporte la compétition, après avoir battu en finale l'Atlético Huila. C'est le neuvième titre de champion de l'histoire du club.

## Qualifications continentales
Le vainqueur du tournoi Ouverture se qualifie pour la phase de groupes de la prochaine édition de la Copa Libertadores. 

## Les clubs participants
| - Independiente Santa Fe - CD Los Millonarios - Real Cartagena - Deportes Tolima - Once Caldas - Independiente Medellin - Boyacá Chicó - Deportivo Pasto - Deportes Quindio | - Atlético Nacional - Atlético Huila - América de Cali - Atlético Bucaramanga - Deportivo Pereira - Cucuta Deportivo - Deportivo Cali - Atlético Junior - CD La Equidad - Promu de Copa Premier |

## Compétition
Le barème utilisé pour établir l'ensemble des classements est le suivant :
- Victoire : 3 points
- Match nul : 1 point
- Défaite : 0 point

### Phase régulière
| Rang | Équipe                 | Pts | J  | G  | N | P  | Bp | Bc | Diff |
| ---- | ---------------------- | --- | -- | -- | - | -- | -- | -- | ---- |
| 1    | Deportivo Cali         | 34  | 18 | 9  | 7 | 2  | 33 | 20 | +13  |
| 2    | Cúcuta DeportivoT      | 33  | 18 | 10 | 3 | 5  | 28 | 17 | +11  |
| 3    | Atlético Nacional      | 32  | 18 | 9  | 5 | 4  | 32 | 20 | +12  |
| 4    | CD Los Millonarios     | 30  | 18 | 8  | 6 | 4  | 26 | 17 | +9   |
| 5    | Boyacá Chicó           | 30  | 18 | 9  | 3 | 6  | 20 | 16 | +4   |
| 6    | Independiente Medellín | 29  | 18 | 8  | 5 | 5  | 33 | 31 | +2   |
| 7    | Independiente Santa Fe | 29  | 18 | 8  | 5 | 5  | 23 | 21 | +2   |
| 8    | Atlético Huila         | 28  | 18 | 9  | 1 | 8  | 24 | 23 | +1   |
| 9    | Atlético Bucaramanga   | 27  | 18 | 7  | 6 | 5  | 23 | 21 | +2   |
| 10   | Deportivo Pasto        | 23  | 18 | 6  | 5 | 7  | 19 | 21 | -2   |
| 11   | Atlético Junior        | 23  | 18 | 5  | 8 | 5  | 22 | 26 | -4   |
| 12   | Deportes Tolima        | 20  | 18 | 6  | 2 | 10 | 26 | 28 | -2   |
| 13   | América de Cali        | 19  | 18 | 4  | 7 | 7  | 24 | 35 | -11  |
| 14   | Once Caldas            | 18  | 18 | 4  | 6 | 8  | 18 | 25 | -7   |
| 15   | Deportes Quindío       | 18  | 18 | 4  | 6 | 8  | 14 | 22 | -8   |
| 16   | Real Cartagena         | 17  | 18 | 3  | 8 | 7  | 14 | 22 | -8   |
| 17   | Deportivo Pereira      | 15  | 18 | 3  | 6 | 9  | 14 | 21 | -7   |
| 18   | CD La EquidadP         | 13  | 18 | 2  | 7 | 9  | 21 | 28 | -7   |

|  | Qualification pour la phase finale |

### Phase finale

#### Demi-finales
Groupe A :
| Rang | Équipe                 | Pts | J | G | N | P | Bp | Bc | Diff |  | Résultats (▼ dom., ► ext.) | Nac | DCa | Boy | SFe |
| ---- | ---------------------- | --- | - | - | - | - | -- | -- | ---- |  | -------------------------- | --- | --- | --- | --- |
| 1    | Atlético Nacional      | 13  | 6 | 4 | 1 | 1 | 12 | 4  | +8   |  | Atlético Nacional          |     | 3-0 | 3-0 | 3-1 |
| 2    | Deportivo Cali         | 11  | 6 | 3 | 2 | 1 | 8  | 6  | +2   |  | Deportivo Cali             | 0-0 |     | 2-1 | 2-0 |
| 3    | Boyacá Chicó           | 6   | 6 | 2 | 0 | 4 | 10 | 12 | -2   |  | Boyacá Chicó               | 2-3 | 1-2 |     | 5-1 |
| 4    | Independiente Santa Fe | 4   | 6 | 1 | 1 | 4 | 4  | 12 | -8   |  | Independiente Santa Fe     | 1-0 | 1-1 | 0-1 |     |

Groupe B :
| Rang | Équipe                 | Pts | J | G | N | P | Bp | Bc | Diff |  | Résultats (▼ dom., ► ext.) | Hui | Cuc | Mil | Med |
| ---- | ---------------------- | --- | - | - | - | - | -- | -- | ---- |  | -------------------------- | --- | --- | --- | --- |
| 1    | Atlético Huila         | 11  | 6 | 3 | 2 | 1 | 8  | 8  | 0    |  | Atlético Huila             |     | 1-1 | 2-0 | 1-0 |
| 2    | Cucuta Deportivo       | 9   | 6 | 2 | 3 | 1 | 9  | 5  | +4   |  | Cucuta Deportivo           | 4-0 |     | 3-1 | 1-1 |
| 3    | CD Los Millonarios     | 9   | 6 | 3 | 0 | 3 | 7  | 8  | -1   |  | CD Los Millonarios         | 0-1 | 2-0 |     | 1-0 |
| 4    | Independiente Medellin | 3   | 6 | 0 | 3 | 3 | 6  | 9  | -3   |  | Independiente Medellin     | 3-3 | 0-0 | 2-3 |     |

#### Finale
| Équipe 1       | Résultat | Équipe 2          | Aller | Retour |
| -------------- | -------- | ----------------- | ----- | ------ |
| Atlético Huila | 1 - 3    | Atlético Nacional | 0 - 1 | 1 - 2  |

## Bilan de la saison
| Championnat de Colombie de football 2007 |                              |
| Champion                                 | Atlético Nacional (9e titre) |
| Qualifications continentales             |                              |
| Copa Libertadores 2008                   | Atlético Nacional            |
| Promotions et relégations                |                              |
| Promus en Copa Mustang                   | Aucun                        |
| Relégués en Copa Premier                 | Aucun                        |